# The Star Gazer
The Star Gazer è un cortometraggio muto del 1914 diretto e interpretato da Murdock MacQuarrie.

## Produzione
Il film fu prodotto dalla Nestor Film Company.

## Distribuzione
Distribuito dall'Universal Film Manufacturing Company, il film - un cortometraggio di una bobina - uscì nelle sale cinematografiche USA il 3 novembre 1914.